# Caldwell Peak
Der Caldwell Peak ist ein 1300 m hoher Berggipfel auf der antarktischen Ross-Insel. Er ragt 3 km nördlich des Mount Terra Nova und 1,5 km südlich des Oamaru Peak auf.
Auf Vorschlag des neuseeländischen Geochemikers Philip Raymond Kyle benannte das Advisory Committee on Antarctic Names den Gipfel im Jahr 2000 nach dem US-amerikanischen Geologen David A. Caldwell (* 1961) vom New Mexico Institute of Mining and Technology, der in zwei Feldforschungskampagnen ab 1986 seine Masterarbeit über die Lavaströme am Mount Erebus verfasst hatte.